# Zanthoxylum albiflorum
Zanthoxylum albiflorum är en vinruteväxtart som beskrevs av E. G. Baker. Zanthoxylum albiflorum ingår i släktet Zanthoxylum och familjen vinruteväxter. Inga underarter finns listade i Catalogue of Life.